# کاپریلیک اسید
کاپریلیک اسید (به انگلیسی: Caprylic acid) اسید چربی با فرمول شیمیایی C۸H۱۶O۲ و یک ترکیب شیمیایی با شناسه پاب‌کم ۳۷۹ است. که جرم مولی آن 144.21 g/mol می‌باشد. شکل ظاهری این ترکیب، مایع روغنی بی‌رنگ است.